# 沃比安
沃比安（法語：Vauxbuin，法語發音：[vobɥɛ̃]）是法国上法蘭西大區埃纳省的一个市镇，属于苏瓦松区。

## 地理
沃比安（49°21'29"N, 3°17'39"E）面积5 平方千米，位于法国上法蘭西大區埃纳省，该省份为法国北部内陆省份，北起北部省，西接索姆省和瓦兹省，东临阿登省和马恩省，西南至塞纳-马恩省，东北部与比利时接壤。
与沃比安接壤的市镇（或旧市镇、城区）包括：库尔梅勒、梅尔桑和沃、萨科南和布勒伊、苏瓦松。

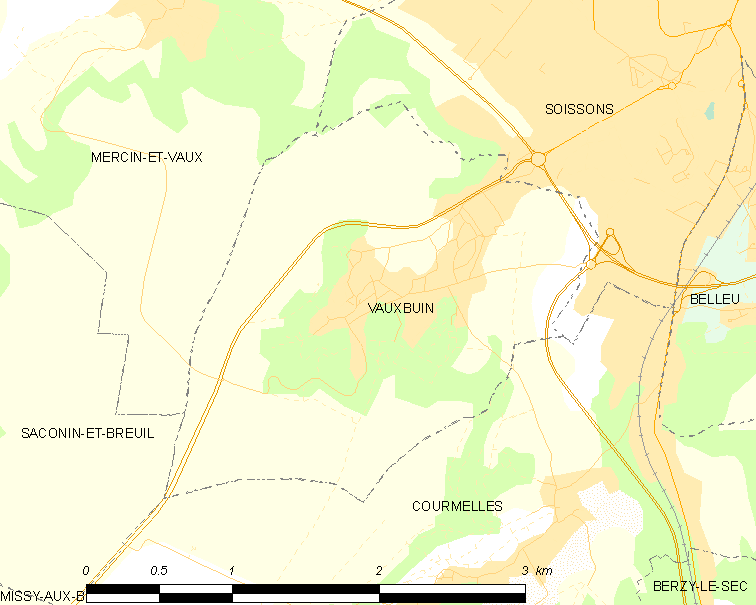
沃比安的OSM定位图

沃比安的时区为UTC+01:00、UTC+02:00（夏令时）。

## 行政
沃比安的邮政编码为02200，INSEE市镇编码为02770。

## 政治
沃比安所属的省级选区为苏瓦松第二县。

## 人口

1962-2008年间沃比安人口变化图示

沃比安于2022年1月1日时的人口数量为771人。